# Посли Європейського Союзу
Представництва Європейського Союзу в третіх країнах та міжнародних організаціях.

## Чинні посли

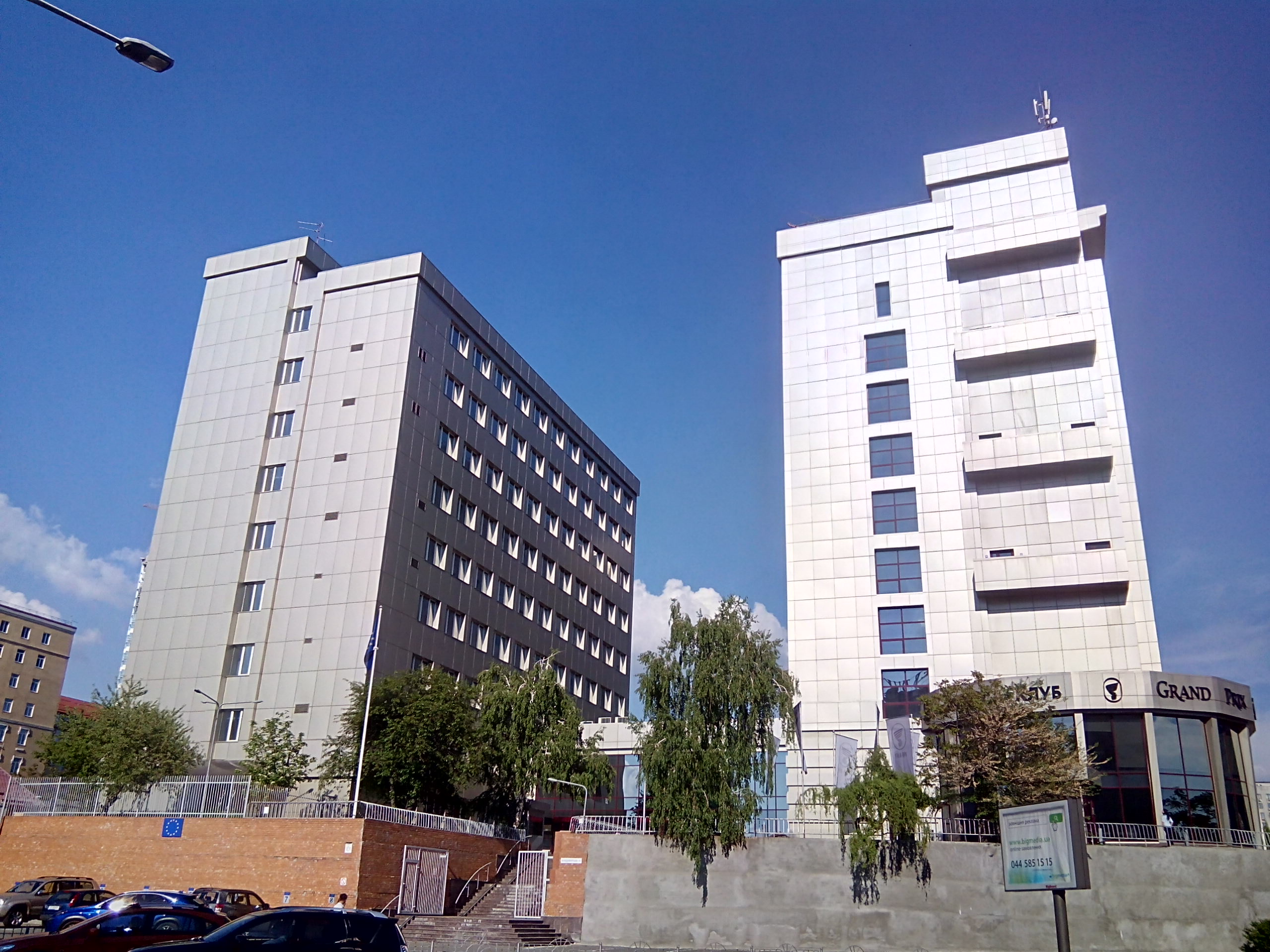
Представництво ЄС в Києві

| Країна                          | Столиця      | Посол                     | Призначено | Попередник |
| ------------------------------- | ------------ | ------------------------- | ---------- | --- |
| Афганістан                      | Кабул        | Вігаудас Ушацькас         | 2010       | |
| Албанія                         | Тирана       | Етторе Секуїта            | 2010       | |
| Ангола                          | Луанда       | Хав'єр Пуйоль Пінуела     | 2010       | |
| Аргентина                       | Буенос-Айрес | Альфонсо Дієс Торрес      | 2010       | |
| Австралія                       | Канберра     | Давид Далі                | 2009       | |
| Бангладеш                       | Дака         | Вільям Ханна              | 2010       | |
| Ботсвана                        | Габороне     | Джерард Макговерн         | 2010       | |
| Бразилія                        | Бразилія     | Ана Паула Закаріас        | 2011       | |
| Бурунді                         | Бужумбура    | Стефан Де Луккер          | 2010       | |
| Канада                          | Оттава       | Матіас Брінкман           | 2009       | |
| Чад                             | Нджамена     | Елен Кав                  | 2010       | |
| КНР                             | Пекін        | Хорхе Толедо              | 2023       | |
| Габон                           | Лібревіль    | Христина Мартінш Баррейра | 2010       | |
| Грузія                          | Тбілісі      | Павел Герчинський         | 2023       | |
| Гвінея-Бісау                    | Бісау        | Хоакін Гонсалес Дукай     | 2010       | |
| Гаїті                           | Порт-о-Пренс | Лут Фаберт Госсенс        | 2010       | |
| Іран                            | Тегеран      | Алі Ахані                 |            | |
| Ірак                            | Багдад       | Яна Губашкова             | 2011       | |
| Японія                          | Токіо        | Ханс-Дітмар Швайсгут      | 2010       | |
| Йорданія                        | Амман        | Йоанна Вронецька          | 2010       | |
| Південна Корея                  | Сеул         | Томаш Козловські          | 2010       | |
| Ліван                           | Бейрут       | Ангеліна Ейххорст         | 2010       | |
| Північна Македонія              | Скоп'є       | Петер Соренсен            | 2010       | |
| Мозамбік                        | Мапуту       | Пол Малін                 | 2010       | |
| Намібія                         | Віндгук      | Рауль Фуенетес Мілані     | 2010       | |
| Пакистан                        | Ісламабад    | Ларс-Гуннар Вігемарк      | 2010       | |
| Папуа Нова Гвінея               | Порт-Морсбі  | Мартін Дім                | 2010       | |
| Філіппіни                       | Маніла       | Гі Леду                   | 2010       | |
| Росія                           | Москва       | Фернандо Валенсуела       | 2010       | |
| Сенегал                         | Дакар        | Домінік Деллікур          | 2010       | |
| Сінгапур                        | Сінгапур     | Марк Унгехоєр             | 2010       | |
| Південно-Африканська Республіка | Преторія     | Руланд Ван Де Геєр        | 2010       | |
| Уганда                          | Кампала      | Роберто Рідольфі          | 2010       | |
| Сполучені Штати Америки         | Вашингтон    | Jovita Neliupšienė        | 2010       | Джон Братон 2004-2009 |
| Україна                         | Київ         | Катаріна Матернова        | 2023       | Матті Маасікас 2019-2023 Хюг Мінгареллі 2016-2019 Ян Томбінський 2012-2016 Жозе Мануел Пінту Тейшейра 2008-2012 Ієн Тіндалл Боуг 2004-2008 |
| Замбія                          | Лусака       | Жіль Ервіо                | 2010       | |

## Представники ЄС в Міжнародних організаціях
- Африканський Союз (Аддис-Абеба): Спеціальний представник Європейського Союзу Коен Вервайке.
- ООН (Нью-Йорк): Педро Серрано (попередник Фернандо Валенсуела).[7]
- СОТ (Женева): Ангілос Пангратіс.[8]